# Pedro Bianchini

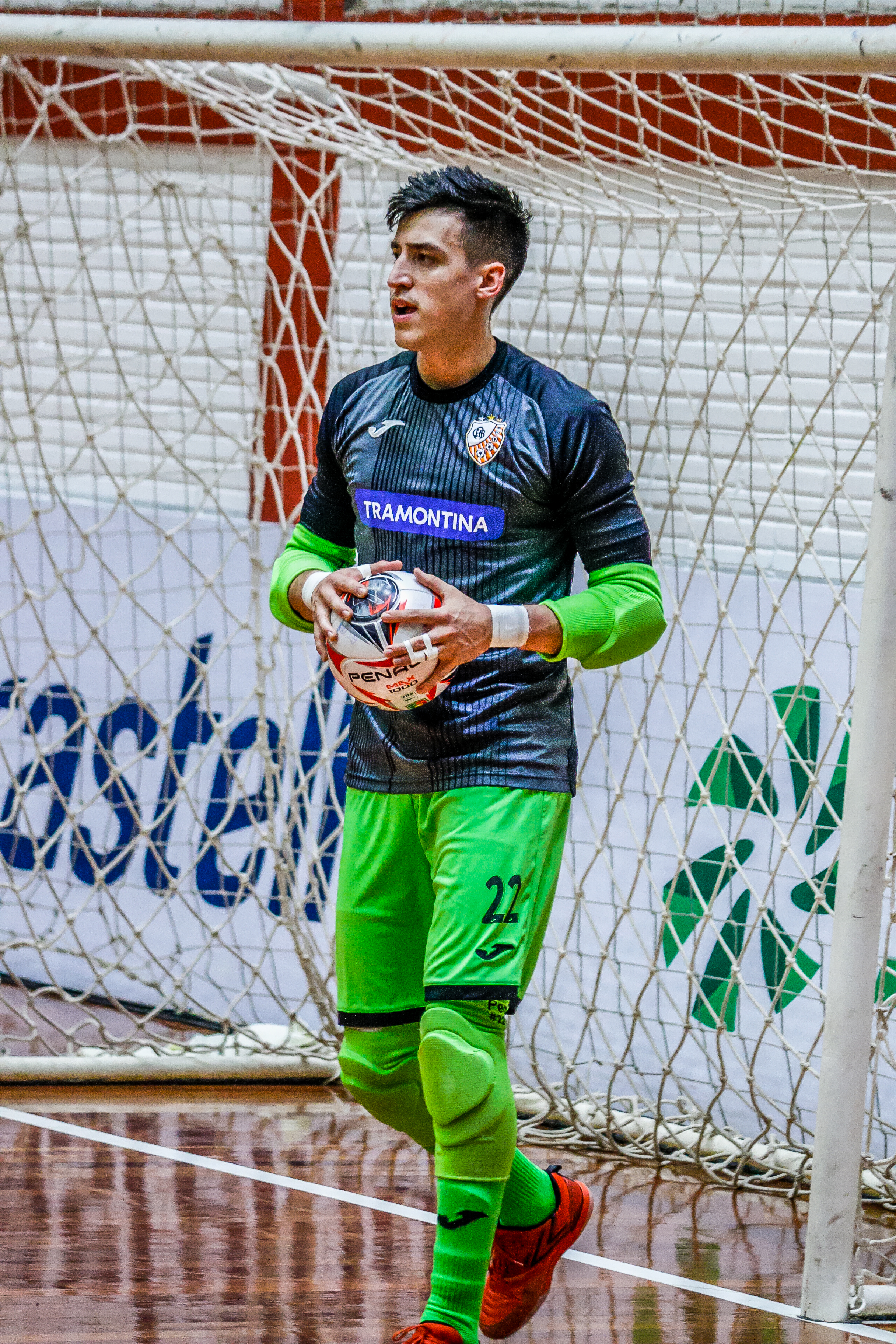
Final do Gaúchão 2021, Foto: Duda Fortes

Pedro Henrique Bianchini é um goleiro brasileiro de futsal que atua pela equipe de Carlos Barbosa (ACBF). Em 2022 foi convocado para a Seleção Brasileira, para dois amistosos contra a equipe do Marrocos. Indicado três vezes seguidas (2020, 2021, 2022) ao prêmio de melhor goleiro da Liga Nacional de Futsal Brasileira.
O goleiro antes de chegar ao time que mais venceu no País, teve passagens pelas equipes de Concórdia (ACF), que é de sua cidade natal, onde fez toda sua base, jogando dos seus oito anos de idade até os vinte e dois.
Em 2019 foi para a equipe de Joaçaba, onde conquistou um título inédito para a equipe, consagrando-se Campeão Estadual Catarinense.
Em 2020 além do título da Recopa Catarinense, foi indicado ao prêmio de melhor goleiro da Liga Nacional de Futsal.
Em 2021 foi contratado pela atual equipe, (Carlos Barbosa - ACBF), onde no primeiro ano no time foi campeão gaúcho da edição de 2020, terceiro lugar na Liga Nacional de Futsal, vice-campeão da Libertadores e vice-campeão gaúcho, indicado novamente ao prêmio de melhor goleiro da Liga Nacional e do Gaúchão de 2021.
Já em 2022 recebeu sua primeira convocação para representar a Seleção Brasileira de Futsal, em dois amistosos contra a equipe do Marrocos. No mesmo ano consagrou-se bicampeão Gaúcho e novamente foi indicado ao prêmio de melhor goleiro da Liga Nacional e melhor goleiro do Gaúchão 2022.